# Tomodachi x Monster
Tomodachi x Monster (トモダチ×モンスター?, Tomodachi × Monsutā) è un manga scritto e disegnato da Yoshihiko Inui, serializzato sulla rivista giapponese Weekly Manga Action di Futabasha, dal 17 giugno 2014 al 27 giugno 2015. La casa editrice ne ha periodicamente raccolto i capitoli anche in volumetti formato tankōbon, di cui il primo è stato pubblicato il 27 dicembre 2014. L'edizione italiana è curata da Star Comics, che ha pubblicato l'intera serie in tre albi, corrispondenti ai volumi giapponesi, dal luglio al settembre 2016, all'interno della collana "Techno".

## Trama
Wataru Narimiya è un ragazzino di circa undici anni che vive in un paese tra le montagne. È un bambino spesso vittima di bullismo e con qualche difficoltà a farsi degli amici. Un giorno, sulla collina dietro alla scuola, si imbatte in un mostriciattolo dalle fattezze di una goccia, ma munito di piedi, occhi, di una bocca cucita e di un tentacolo sulla testa: quando capisce che non è pericoloso, lo porta a casa con sé e lo chiama Peke. L’incontro con questa bizzarra creatura cambia per sempre la vita di Wataru che incontrerà altri bambini che, come lui, possiedono degli amici e si scontrerà con i membri del "Carnival dei bambini liberi", un gruppo di possessori che usano i loro poteri per compiere azioni violente

## Personaggi

### I bambini
- Wataru Narimiya: il protagonista della serie. Bambino pavido e remissivo, maturerà grazie ai combattimenti contro il Carnival tanto da portare il suo amico Peke alla massima evoluzione.
- Airi Shinozaki: è la prima persona con un amico che Wataru conosce dopo essere venuto a contatto con Peke. Airi dapprima si mostra ostile a Wataru, limitandosi a spiegargli primi dettagli del rapporto simbiotico con quelle strane creature. Successivamente interviene a difesa del protagonista e combatte con Teruyuki Akiyama, colpevole della morte della sua migliore amica. Riesce ad eliminarlo venendo, però, a sua volta uccisa dall'ultimo attacco di Cutter.
- Emily Shinozaki: sorella gemella di Airi
- Riko Morino: compagna di classe di Airi ed Emily. Bambina posata ed all'apparenza molto protettiva verso i suoi compagni. Per proteggere tutti dalle rappresaglie del Carnival uccide a sangue freddo Taku Fujimura dopo che questi era già stato sconfitto da Wataru e Peke. Successivamente si unirà al Carnival attirando Wataru in una trappola. Pentitasi di tale azione, muore divorata dalla mancata evoluzione massima di Toron.
- Fuku Nakasato: compare insieme a Rico ed Emily che sembrano proteggerlo. Di lui non si sa nulla eccetto che va in terza. Il suo amico, dal nome e dalle capacità sconosciute, ha l'aspetto di una salamandra.

#### Carnival dei bambini liberi
- Teruyuki Akiyama: un tempo compagno di classe di Airi, Emily e Riko e, a detta loro, ragazzo dolcissimo. Dopo essere entrato in contatto con il Carnival diventa un assassino senza scrupoli tanto da uccidere la migliore amica di Airi. Viene ucciso da quest'ultima.
- Koji Kubota: sottoposto di Sanada. Sembra avere il compito di far sparire i cadaveri degli avversari uccisi. Dopo essere stato sconfitto da Wataru viene ucciso da Sanada stesso.
- Tsukasa Sanada: bambino freddo e senza scrupoli che si dimostra molto interessato a Wataru e Peke tanto da invitarli ad unirsi al Carnival. È determinato ad uccidere personalmente Wataru tanto da metterlo in guardia dagli attacchi di altri membri del Carnival. Sanada è l'unico, oltre a Wataru, in grado di raggiungere la massima evoluzione. Dopo che Wataru e Peke riavvolgono il tempo, dimostra di aver mantenuto i ricordi dell'intera vicenda.
- Erika Arai: ragazza timida ed apparentemente riservata. È una sottoposta di Sanada al quale sembra ubbidire ciecamente.
- Taku Fujimura: membro di secondo piano del Carnival che cerca di uccidere Wataru per acquistare prestigio all'interno del gruppo. Sconfitto da Wataru viene ucciso a sangue freddo da Morino.
- Takeshi Kuroda: è uno dei quattro membri del Carnival mandati a uccidere Wataru. Verrà sconfitto da Peke ed infine divorato da Toron.
- Kota Kobayakawa: è uno dei quattro membri del Carnival mandati a uccidere Wataru. Morirà divorata dall'evoluzione massima di Toron
- Mei Oba: è uno dei quattro membri del Carnival mandati a uccidere Wataru. Resterà vittima delle macchinazioni del Dottore e di Shu Saienji che le inietteranno le Larve Primordiali per far evolvere al massimo il suo amico Toron. Inglobata da Toron si dissolverà quando Wataru e Peke ne annulleranno l'evoluzione massima.
- Shu Saienji: è uno dei quattro membri del Carnival mandati a uccidere Wataru. In realtà collabora segretamente con il Dottore alle sue ricerche sull'evoluzione massima degli amici. Indurrà l'evoluzione di Toron e finirà divorato da quest'ultimo.
- Akira Fukuzawa: è uno dei quattro membri del Carnival mandati a uccidere Wataru. Si alleerà temporaneamente con il protagonista per sfuggire al'evoluzione di Toron.

### Gli amici
Strani esserini di origine misteriosa e dotati di poteri speciali. Si legano in simbiosi con un compagno prescelto diventando quasi un'estensione del suo corpo cosicché i danni riportati da un amico si trasmettono anche al compagno. Il legame simbiotico si estende anche a livello mentale, riducendo il danno emotivo causato al compagno da eventi traumatici. Sono invisibili a chi non ha a sua volta un amico e scompaiono quando il loro compagno muore. Come spiegherà il Dottore a Wataru, in realtà gli amici non esistono. Essi sono solo immagini create dal cervello di chi sviluppa poteri speciali a seguito dell'infezione delle cosiddette "Larve Primordiali". Sono, pertanto, una manifestazione fisica che rende più facile l'utilizzo dei poteri stessi. Per questo motivo, normalmente è possibile possedere amici solo fino a quando il cervello è in fase di sviluppo, ovvero solo fino ai 12 anni. Chi raggiunge la cosiddetta "massima evoluzione" può "fondersi" con il proprio amico e conservarne le capacità. 
- Peke (compagno: Wataru Narimiya): usa il tentacolo che ha sulla testa per colpire o afferrare gli oggetti. Il nome Peke (che in giapponese è una pronuncia del simbolo X) deriva dalla forma della sua bocca. Riesce ad evolversi in una forma terrestre ed in una acquatica. Fondendosi con Wataru raggiunge la massima evoluzione ed acquista l'abilità di far tornare indietro il tempo.
- Neru (compagno: Airi Shinozaki): assomiglia ad un bruco e dalla bocca può sparare un filo molto robusto che può usare sia per attaccare che per difendersi.

Mosse speciali:
-Lock Net: avvolge il nemico con un filo appiccicoso, immobilizzandolo
- Cutter (compagno: Teruyuki Akiyama): affetta i nemici facendo ruotare le due lame che ha sulla testa come seghe elettriche. Estremamente somigliante ad una kendama, lo si può usare anche per giocare.
- Puppeteer (compagno: Koji Kubota): amico antropomorfo in grado di controllare e manovrare i cadaveri a piacimento.

Mosse speciali:
-Deatch Catcher: unendo parti di più cadaveri, forma un lungo braccio per afferrare i nemici.
- Ren (compagno: Erika Akai): somiglia ad un ombrello. Crea bolle di sapone dai diversi effetti.

Mosse speciali:
-Rainbow Shutter: genera una bolla molto resistente, utile per difendersi dagli attacchi.
- Den (compagno: Tsukasa Sanada): è un potente amico in grado di controllare l'elettricità. La sua elevata capacità combattiva è rispettata perfino nel Carnival dei Bambini Liberi. Come Peke, raggiunge la massima evoluzione fondendosi con il suo compagno.

Mosse speciali:
-Deyns: rilascia una scarica elettrica da un pezzo della sua coda
-Guildeyns: rilascia scariche elettriche multiple da più pezzi della sua coda
-Deyns Ball: tecnica utilizzata dalla sua forma evoluta; rilascia un fulmine di forma sferica
-Deyns Meteo: tecnica utilizzata dalla sua massima evoluzione; rilascia una scarica elettrica talmente potente da investire un'intera città
- Niru (compagno: Emily Shinozaki): ha la forma di un insetto. Dalla sua bocca fuoriescono repliche di carta identiche alle forme pensate dal suo compagno.

Mosse speciali:
-Free Doll: crea un clone di carta del suo compagno.
- Pyno (compagno: Ryko Morino): ha l'aspetto di un fungo. Oltre alle sue capacità investigative è in grado di attaccare e difendersi.

Mosse speciali:
-Spore Picnic: rilascia piccoli funghi che trasmettono, a distanza, al compagno ciò che vedono, inclusi i bersagli nascosti
-Spore House: usa un grande fungo ad ombrello come protezione dagli attacchi nemici
-Spore Launch: attacca lanciando spore giganti dalla testa
- Kerope (compagno: Taku Fujimura): ha l'aspetto di una rana. Controlla l'acqua ed infatti è molto forte nei giorni di pioggia mentre, al contrario, è debole nei luoghi asciutti.

Mosse speciali:
-Vita Song: controlla a piacimento l'acqua che controlla con la coda
-Bubble Hit: spara proiettili subacquei di aria compressa
-Water Orchestra: raduna un'enorme quantità d'acqua e scatena uno Tsunami
- Rockle (compagno: Takeshi Kuroda): ha le sembianze di una roccia. La sua specialità è attaccare sfruttando l'incredibile durezza del suo corpo e le pietre che trova nelle vicinanze.

Mosse speciali:
-Stone Mouth: dà vita ad un gigantesco volto di pietra che inghiotte gli avversari
- Hat (compagno: Kota Kobayakawa): somiglia ad una tuba. conferisce potere agli altri amici, potenziandoli.

Mosse speciali:
-Animal Cookies: produce dalla bocca dei croccantini a forma di animale. Quando un compagno le mangia, il suo amico acquisisce il potere dell'animale relativo, ma solo per dieci minuti. Non si sa mai quale croccantino uscirà fuori.
- Toron (compagno: Mei Oba): ha le sembianze di una goccia. A dispetto della tenera apparenza è in grado di distruggere qualunque cosa.

Mosse speciali:
-Torotoro Cream: rilascia delle gocce in grado di sciogliere tutto ciò con cui vengono in contatto
- Arch (compagno: Shu Saienji): ha la forma di un arco. Scaglia frecce fino a 300 metri, a cui possono essere attaccate diverse cose.
- Rokky (compagno: Akira Fukuzawa): ha la forma di un paio di guantoni da pugilato. Quando vengono indossati, sprigiona la sua potenza.

Mosse speciali:
-Sonic Hit: sferra un colpo talmente potente da far volare vi l'avversario
-Cyclone Puncher: una raffica di pugni che scatena un ciclone
-Atom Guard: protegge contro gli attacchi frontali

### Altri
- Il Dottore: scienziato che ha scoperto le Larve Primordiali e conduce esperimenti sull'evoluzione degli Amici. Da bambino aveva anch'egli un amico con il quale tentò di fondersi. L'operazione fallì ma riuscì a conservare i suoi poteri limitatamente al braccio destro (che ora si presenta come un groviglio di rami). Ha creato il Carnival dei Bambini Liberi per riuscire a trovare un prescelto che raggiunga la massima evoluzione diventando quella che lui definisce "La nuova radice del genere umano".

## Volumi
| Nº                | Titolo italiano Giapponese 「Kanji」 - Rōmaji | Data di prima pubblicazione             | Data di prima pubblicazione              |
| Nº                | Titolo italiano Giapponese 「Kanji」 - Rōmaji | Giapponese                              | Italiano                                 |
| 1 (Techno n. 264) | Tomodachi x Monster 1 「トモダチ×モンスター 1」 - Tomodachi × Monsutā 1 | 27 Dicembre 2014 ISBN 978-4-575-84553-2 | 20 luglio 2016 ISBN 978-88-2260-127-8    |
| 1 (Techno n. 264) | Capitoli - 1. Diventiamo amici - 2. Dietro la collina - 3. Prigionia - 4. Le creature del sottosuolo - 5. Peke contro Peppeteer - 6. Mostri - 7. Evoluzione                           |                                         |                                          |
| 2 (Techno n. 265) | Tomodachi x Monster 2 「トモダチ×モンスター 2」 - Tomodachi × Monsutā 2 | 27 marzo 2015 ISBN 978-4-575-84599-0    | 17 agosto 2016 ISBN 978-88-2260-205-3    |
| 2 (Techno n. 265) | Capitoli - 8. Vita quotidiana - 9. Domande - 10. Avvertimento - 11. Giorno di pioggia - 12. Collaborazione - 13. Battaglia nell'acqua - 14. La decisione di Riko - 15. Addio          |                                         |                                          |
| 3 (Techno n. 266) | Tomodachi x Monster 3 「トモダチ×モンスター 3」 - Tomodachi × Monsutā 3 | 27 giugno 2015 ISBN 978-4-575-84636-2   | 21 settembre 2016 ISBN 978-88-2260-310-4 |
| 3 (Techno n. 266) | Capitoli - 15. I cinque - 17. Croccantini onirici - 18. I bambini prescelti - 19. Raptus - 20. Devastazione - 21. Evoluzione contro evoluzione - 22. Massima evoluzione - 23. Destino |                                         |                                          |